# Alfonso Carafa

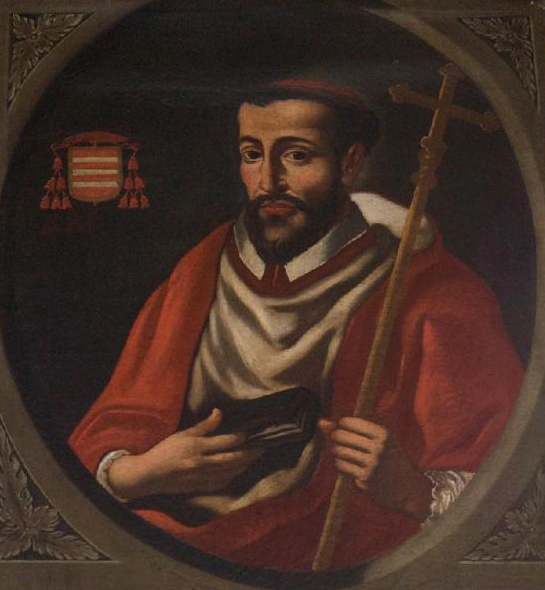
Kardinal Alfonso Carafa

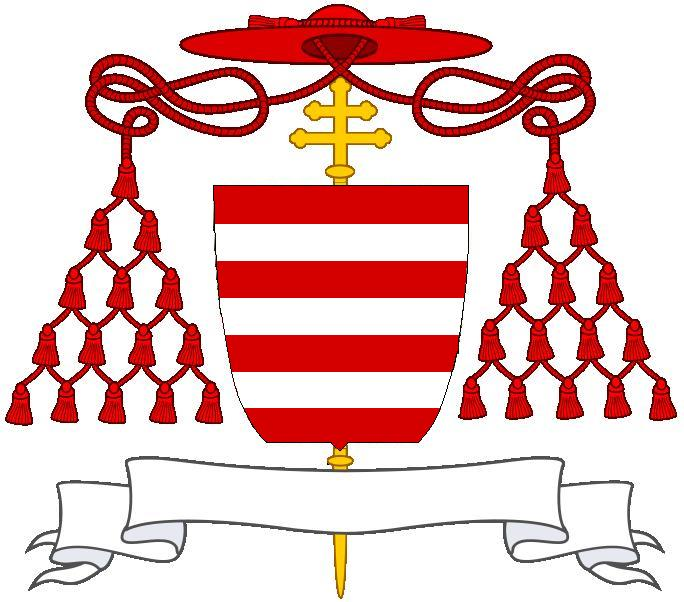
Carafas Kardinalswappen (moderne schematische Darstellung)

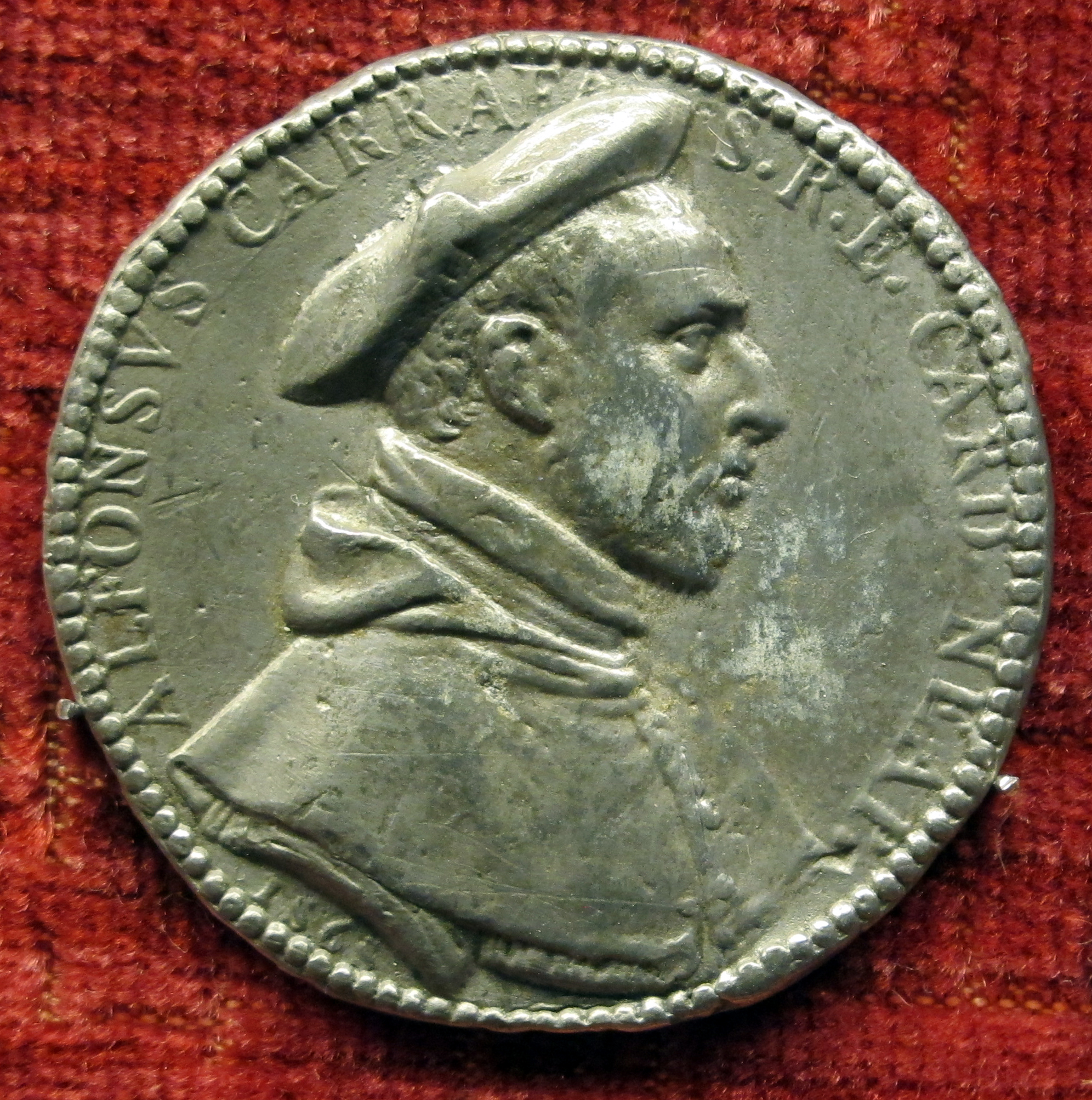
Medaille mit dem Bildnis des Kardinals (1565)

Alfonso Carafa (* 16. Juli 1540 in Neapel; † 29. August 1565 ebenda) war ein italienischer Geistlicher, Erzbischof von Neapel und Kardinal.

## Leben

### Herkunft, Kindheit und Jugend
Er stammte aus der Linie von Montebello der weit verzweigten adeligen Familie der Carafa und war das älteste Kind von Antonio Carafa, marchese von Montebello, Graf von Bagno, und dessen Ehefrau Brianna Beltrano aus der Familie der Grafen von Mesagne. Alfonso Carafa war ein Großneffe des Papstes Paul IV. und verwandt mit einer Reihe weiterer Kardinäle: Carlo Carafa war sein Onkel, Antonio Carafa (1568), ein Cousin; ferner war er verwandt mit den Kardinälen Filippo Carafa, Oliviero Carafa, Gianvincenzo Carafa, Diomede Carafa, Decio Carafa, Pier Luigi Carafa seniore, Carlo Carafa della Spina, Fortunato Ilario Carafa della Spina, Pierluigi Carafa iuniore, Francesco Carafa della Spina, Marino Carafa di Belvedere und Domenico Carafa della Spina.
Alfonso Carafa erhielt seinen ersten Unterricht der griechischen und lateinischen Sprache durch Giovan Paolo Flavio und fand bereits in seiner Jugend Aufmerksamkeit in den literarischen Kreisen Neapels. Im Alter von acht Jahren wurde er in den Hofstaat seines Großonkels, Kardinal Gian Pietro Carafa, des späteren Papstes Paul IV., aufgenommen. Alfonso Carafas geistliche Bildung umfasste Kenntnisse der Heiligen Schrift und der Kirchenväter, die ihm von seinem Großonkel, dem Kardinal, vermittelt wurden. Er wurde Kleriker des Erzbistums Neapel.

### Kardinalat
Nachdem sein Großonkel als Paul IV. Papst geworden war, kreierte dieser ihn im Konsistorium vom 15. März 1557 zum Kardinaldiakon; den roten Hut und die Titeldiakonie San Nicola fra Imagini empfing er am 24. März desselben Jahres.
Am 9. April 1557 wurde Alfonso Carafa zum Erzbischof von Neapel erwählt. Da er mit erst 17 Jahren noch nicht das kanonische Alter erreicht hatte, wurde er bis zum Erreichen der Altersgrenze zum Administrator ohne bischöfliche Befugnisse ernannt. Die Diakonenweihe empfing er durch Kardinal Scipione Rebiba am 15. April 1557 zusammen mit den Kardinälen Carlo Carafa, seinem Onkel, Vitellozzo Vitelli und Giovanni Battista Consiglieri. Alfonso Carafa war 1557–1558 Legat bei König Philipp II. von Spanien und ab dem 28. November 1558 Leiter der Apostolischen Kammer. Am 16. Dezember 1558 optierte er zur Titeldiakonie Santa Maria in Portico Octaviae und am 6. März 1559 zur Titeldiakonie Santa Maria in Domnica. 1559 begegnet er als Apostolischer Bibliothekar. Er war Teilnehmer des Konklave 1559, aus dem Pius IV. als Papst hervorging. Am 26. April 1560 optierte er für die Kardinalsklasse der Kardinalpriester und die Titelkirche Santi Giovanni e Paolo.
Alfonso Carafa wurde am 7. Juni 1560 fälschlich beschuldigt, Gegenstände der Apostolischen Kammer unterschlagen zu haben. Er wurde mehrere Monate lang in der Engelsburg inhaftiert und seiner Position als Regent enthoben. Ihm wurde ein Bußgeld von 100.000 goldenen scudi auferlegt und er wurde der Stadt Rom verwiesen. Am 2. April 1561 wurde er aus der Haft entlassen. Nachdem er die Gunst von Papst Pius IV. zurückgewonnen hatte, wurde es ihm erlaubt, in seine Diözese Neapel zurückzukehren. Alfonso Carafa nahm von 1562 bis 1563 am Konzil von Trient teil.

### Letzte Jahre und Tod
Die Priesterweihe empfing er am 16. April 1564 in Neapel durch Kardinal Niccolò Caetani di Sermoneta. Alfonso Carafa bat den Papst um Dispens vom Erfordernis des kanonischen Alters, um mit 24 Jahren die Bischofsweihe zu erhalten. Nachdem der Papst seine Zustimmung gegeben hatte, spendete Antonio Scarampi, Bischof von Nola und Nuntius im Königreich Neapel, ihm am 30. Juni 1565 die Bischofsweihe; Mitkonsekratoren waren Giulio Pavesi OP, Erzbischof von Sorrento, und Paolo Emilio Verallo, Bischof von Capaccio.
Alfonso Carafa starb nur zwei Monate später mit erst 25 Jahren an einem heftigen Fieber. Sein Testament verfasste er einen Tag vor seinem Tod. Er wurde in der Kathedrale von Neapel beigesetzt.